# Leocadia di Toledo
Leocadia di Toledo (Toledo, III secolo – Toledo, 9 dicembre 304) è stata una santa spagnola martirizzata nel 304, durante le persecuzioni di Diocleziano.

## Agiografia
Secondo la passio di Leocadia, scritta verso la metà del VII secolo, Leocadia fu imprigionata come cristiana dal prefetto Daciano, inviato dagli imperatori Diocleziano e Massimiano. Il suo nome non è citato da Prudenzio nel suo Liber Peristephanon di inni dedicati ai martiri spagnoli, tuttavia a Toledo ci fu molto presto una chiesa a lei dedicata. 

Nella prima metà del VII secolo la "chiesa di Santa Leocadia" fu citata come luogo dell'incontro del IV Concilio di Toledo del 633, come del quinto del 636 e del sesto del 638.
Della sua venerazione l'Enciclopedia cattolica inglese scrive che «…molto prima di questa data, quindi, Leocadia deve essere stata onorata pubblicamente come martire. La basilica in questione fu evidentemente eretta sulla sua tomba. Non v'è dubbio sulla storicità del suo martirio, mentre la data del 9 dicembre per la sua commemorazione si basa ovviamente sulla tradizione della Chiesa di Toledo. Atti più recentemente scritti riferiscono, attraverso il martirio di sant’Eulalia, che Leocadia desiderava ardentemente il martirio».
Per ordine del prefetto Daciano, descritto nel martirologio come il più feroce persecutore dei cristiani in Spagna, ella fu catturata e crudelmente torturata per farle rinnegare la sua fede Cristiana, ma ella rimase ferma nel suo credo, per cui fu rinviata in prigione, ove morì a seguito delle torture subite
Una chiesa fu eretta sulla sua tomba e altre due al lei dedicate in Toledo.
La sua memoria liturgica cade il 9 dicembre.

## Reliquie di Leocadia
Ella fu sepolta nel cimitero locale, vicino al fiume Tago, ove presto sorse il culto intorno ad essa. Si ritiene che la basilica sia stata eretta nel IV secolo, migliorata nel 618 dal re dei Visigoti Sisebuto. Il VII secolo vide rifiorire il suo culto.
Durante il regno di Alfonso X di Castiglia, la prigione ove si diceva che Leocadia fosse stata incarcerata, portava ancora i segni della sua presenza. Un testimone contemporaneo disse: «Qui ancora lei esisteva e noi abbiamo toccato con mano il segno della croce impressa sulla pietra poiché la martire toccava le pareti con le sue dita, segno della nostra redenzione.»
Nel corso del IX secolo le sue reliquie furono traslate durante la persecuzione di Abd al-Rahman II ibn al-Hakam.
Esse furono portate a Oviedo; Alfonso il Casto fece erigere là una basilica in suo onore. Nell'XI secolo giunse in Spagna un conte di Hainaut come pellegrino diretto a Compostela. Egli combatté al fianco di Alfonso VI di Castiglia nelle sue campagne per la Reconquista e ricevette in ricompensa le reliquie di santa Leocadia e di San Sulpicio. Quindi le sue reliquie lasciarono la Spagna. Esse furono poste nell'abbazia benedettina di Saint-Ghislain (oggi in Belgio).
Le sue reliquie vennero qui venerate da  Filippo d'Asburgo, detto il Bello e da  Giovanna di Castiglia, detta la Pazza, che riportarono in Spagna una tibia della santa.
L'abbazia di Saint-Ghislain fu depredata durante le guerre del XVI secolo. 
Fernando Álvarez de Toledo, 3º duca d'Alba, tentò senza successo di recuperare le sue reliquie.  Tuttavia un gesuita di nome Miguel Hernández, nativo della provincia di Toledo, ritrovò le reliquie nel 1583. Dopo parecchi viaggi egli riuscì a portarle a Roma nel 1586. Esse furono poi portate via mare a Valencia e quindi finalmente a Toledo da Cuenca. Filippo II di Spagna presiedette la cerimonia solenne della traslazione finale delle reliquie a Toledo nell'aprile del 1587.

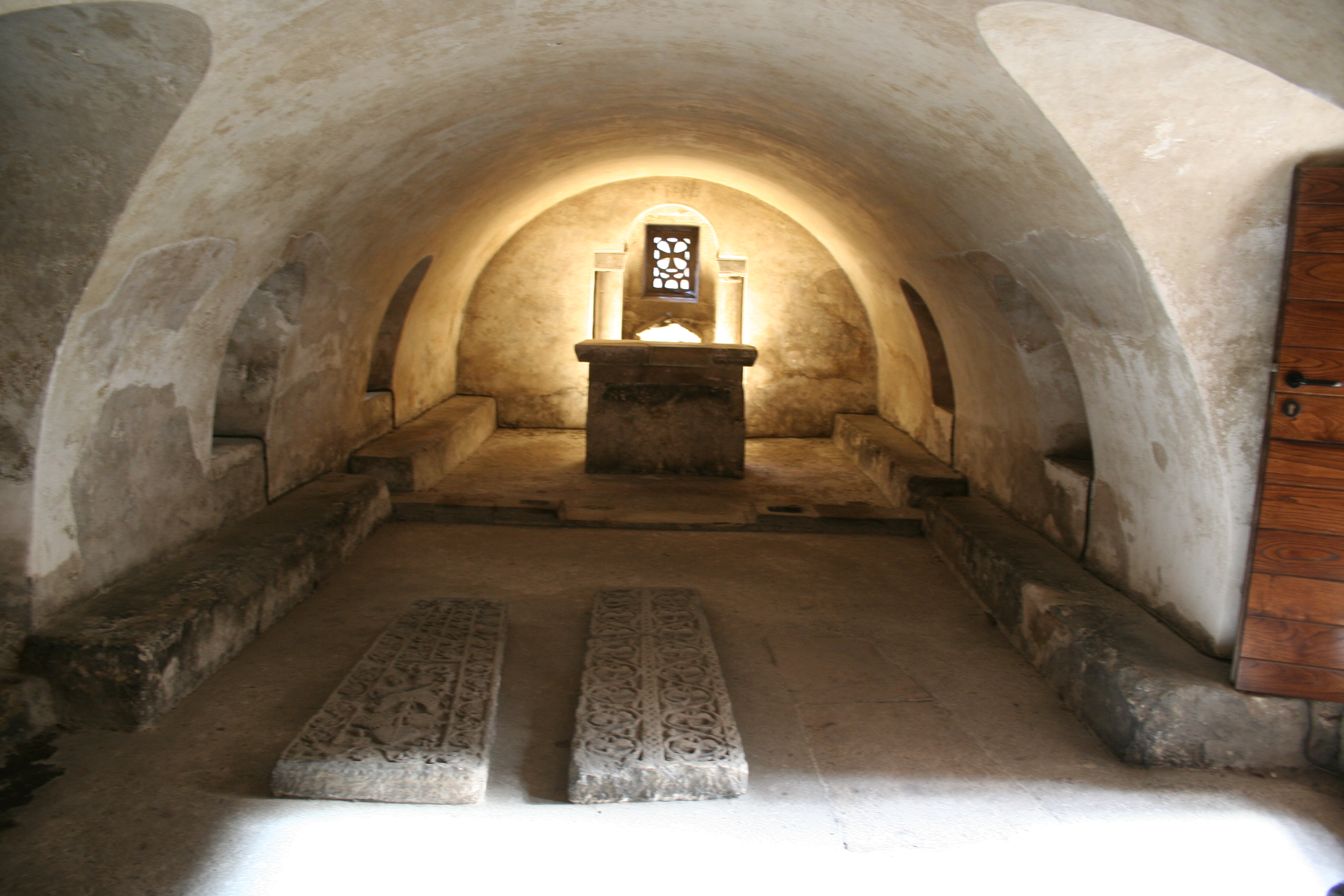
La cripta di santa Leocadia nella Camera Santa di Oviedo
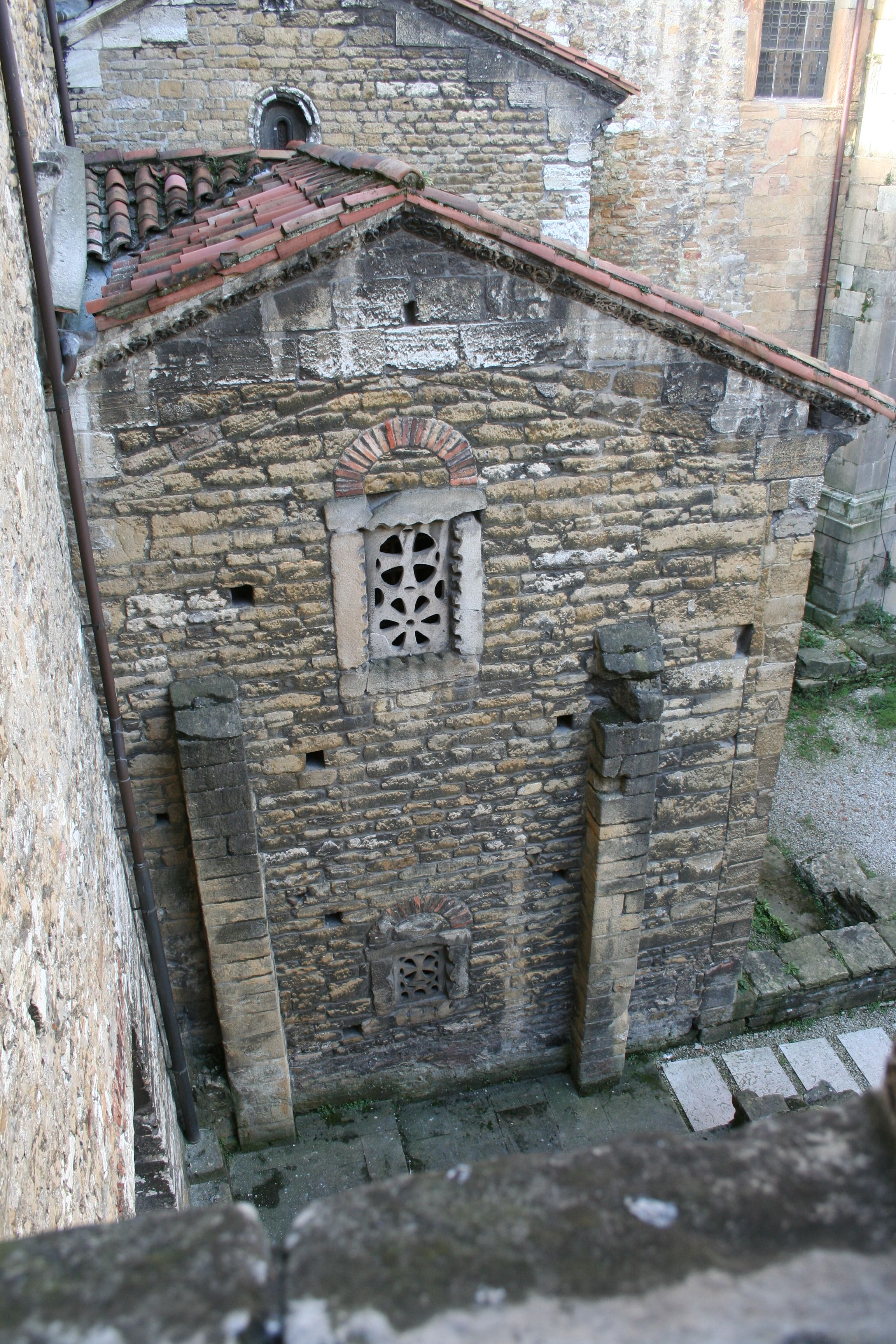
Esterno della Camera Santa di Oviedo
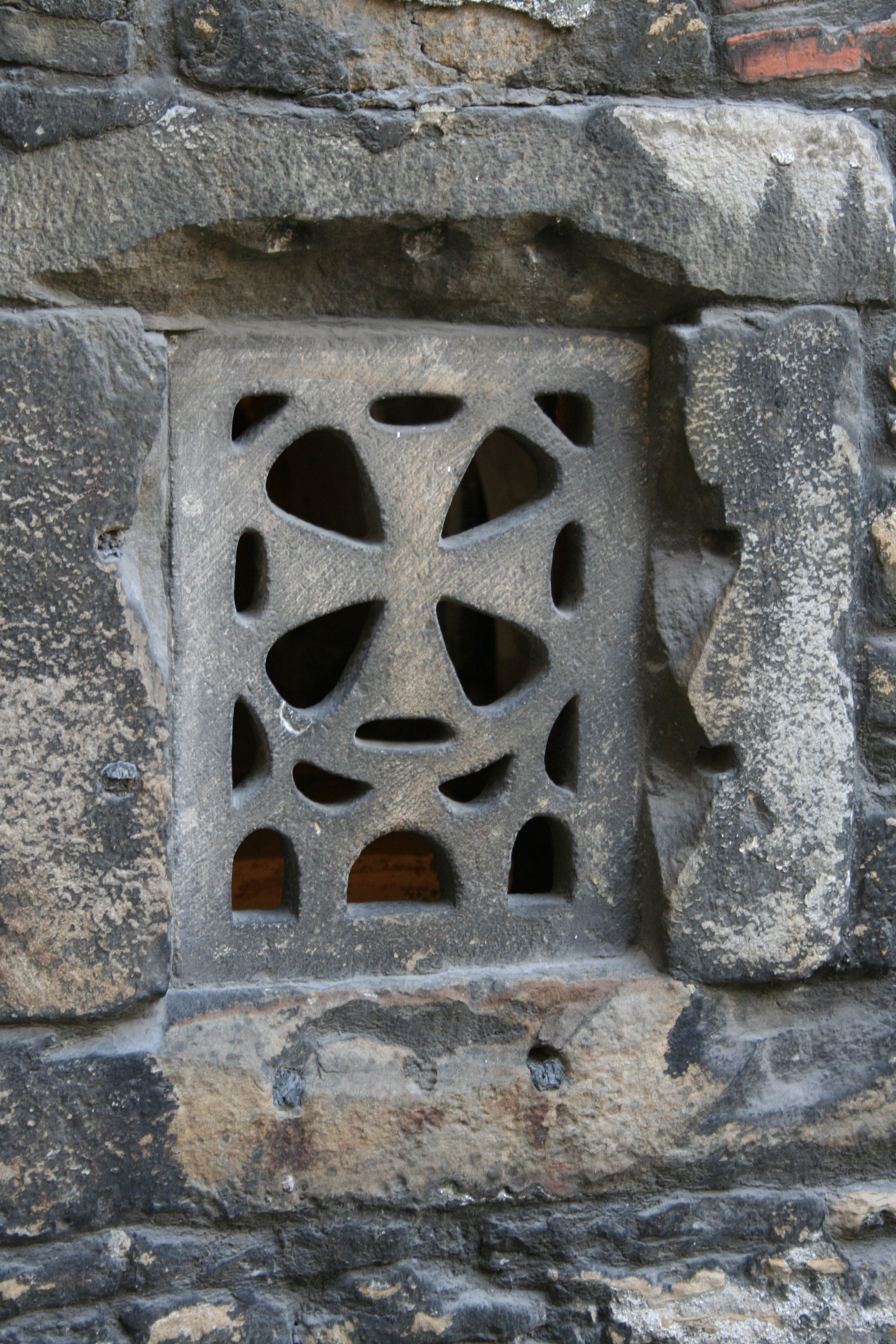
Finestra della cripta di Santa Leocadia nella Camera Santa di Oviedo
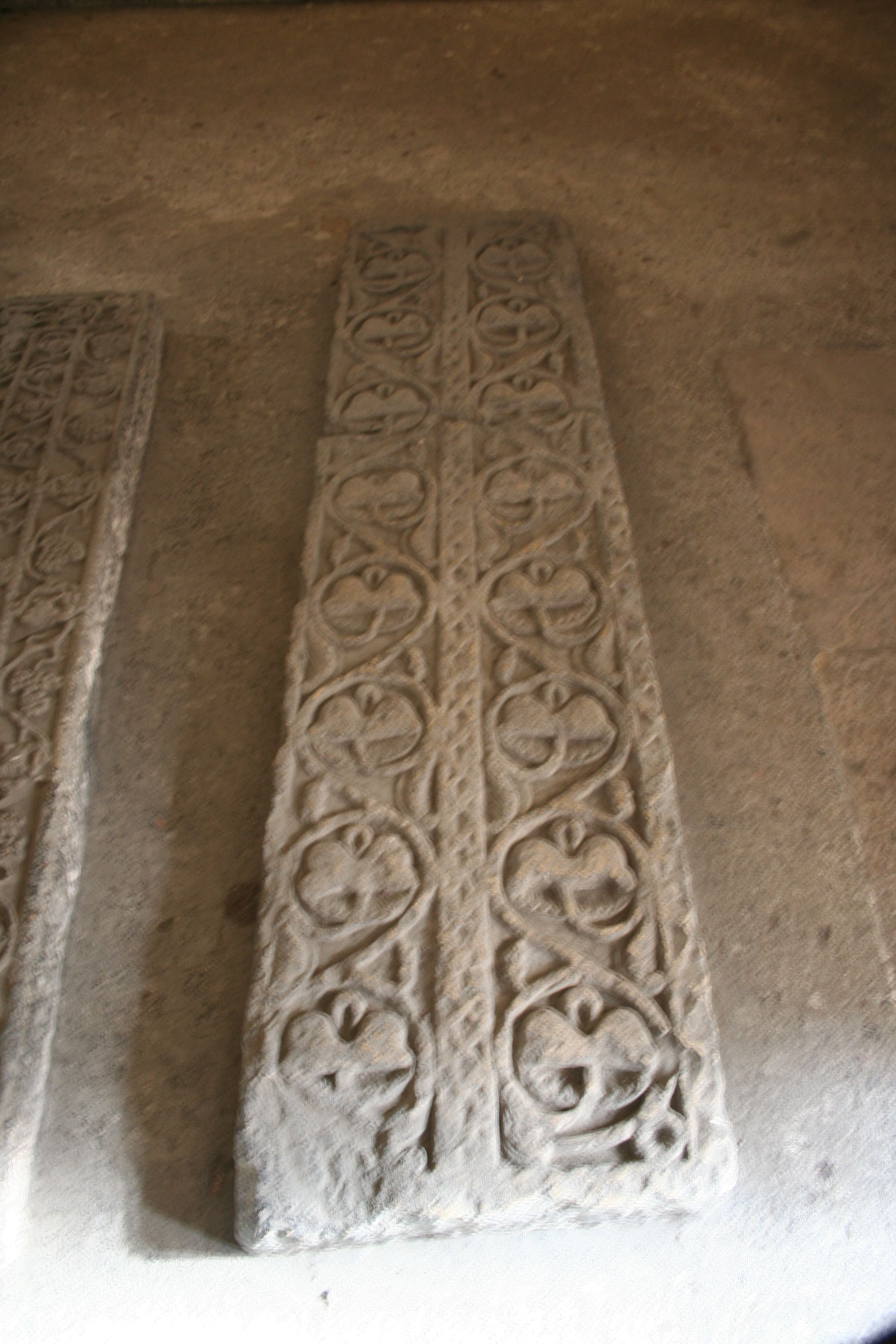
Copertura della cripta centrale